# Groupement national de défense des porteurs de titres russes et de titres dématérialisés
 (août 2019).
Le Groupement national de défense des porteurs de titres russes et de titres dématérialisés était présidé par François Bayle. 
L'association se définissait comme « une équipe dynamique qui défend les intérêts des investisseurs en obligations. Nous agissons en remboursement des emprunts d'État français et étranger ». 
Son action portait essentiellement sur les anciens titres obligataires étrangers avec, en particulier, les emprunts russes, chinois et ottomans.
Le GNDPTR -dont la dernière adresse se trouvait rue de Moscou à Paris- a disparu en 2002. Des anciens adhérents ont rejoint ceux de l'AFPER qui œuvrent au renouveau de leur association et se sont regroupés sur le site de LA VOIX DES EMPRUNTS RUSSES.
Ce dossier qui est bien vivant et pourrait même évoluer prochainement, après la création fin mai 2008 de l'Association fédérative internationale des porteurs d'emprunts russes (AFIPER).